# Jane Darling
Jane Darling, née le 26 septembre 1980 à Klášterec nad Ohří, est une actrice pornographique tchèque.

## Biographie
Elle tourna ses premiers films en 2001, et en fit plus de 150 dont des scènes anales et de double pénétration.
Le 30 juillet 2004, Jane Darling fut l'une des 5 acteurs pornographiques arrêtés à Mexico puis expulsés pour avoir exercé un travail alors qu'ils étaient venus au Mexique avec un visa de tourisme. Ils étaient présents à Mexico à l'occasion du premier Mexico Erotic Festival.

## Récompenses et nominations
- 2005 : AVN Award nomination – Female Foreign Performer of the Year
- 2005 : AVN Award nomination – Best Sex Scene in a Foreign-Shot Production – Internal Combustion 5 (avec Chris Charming)
- 2005 : FICEB Ninfa nomination – Best Supporting Actress – House of Shame
- 2007 : AVN Award nomination – Female Foreign Performer of the Year

## Filmographie
- Belle de Nuit
- Cabaret Sodom Club
- Call girls de luxe
- Cristal Pornochic 3
- Cum
- Euro Domination 2
- French conneXion
- Bimbo Club 2 Atomik Boobs
- Girl + Girl 4
- Le camping des Foutriquets
- Fuck me if you can
- Surprise Party
- Basic Sexual Instinct
- Section disciplinaire
- Infirmières de charme